# 葉春澤
葉春澤（1504年—？），字仁敷，福建福州府閩縣人，民籍，明朝政治人物。同進士出身。

## 生平
嘉靖十三年（1534年）甲午科福建鄉試第七名舉人。嘉靖十七年（1538年）中式戊戌科會試第一百五十四名，登第三甲第一百一十四名進士。

## 家族
曾祖葉顯；祖父葉徽，府教授；父葉璧，母盛氏。慈侍下。兄葉秀。